# Kathedrale von Catania

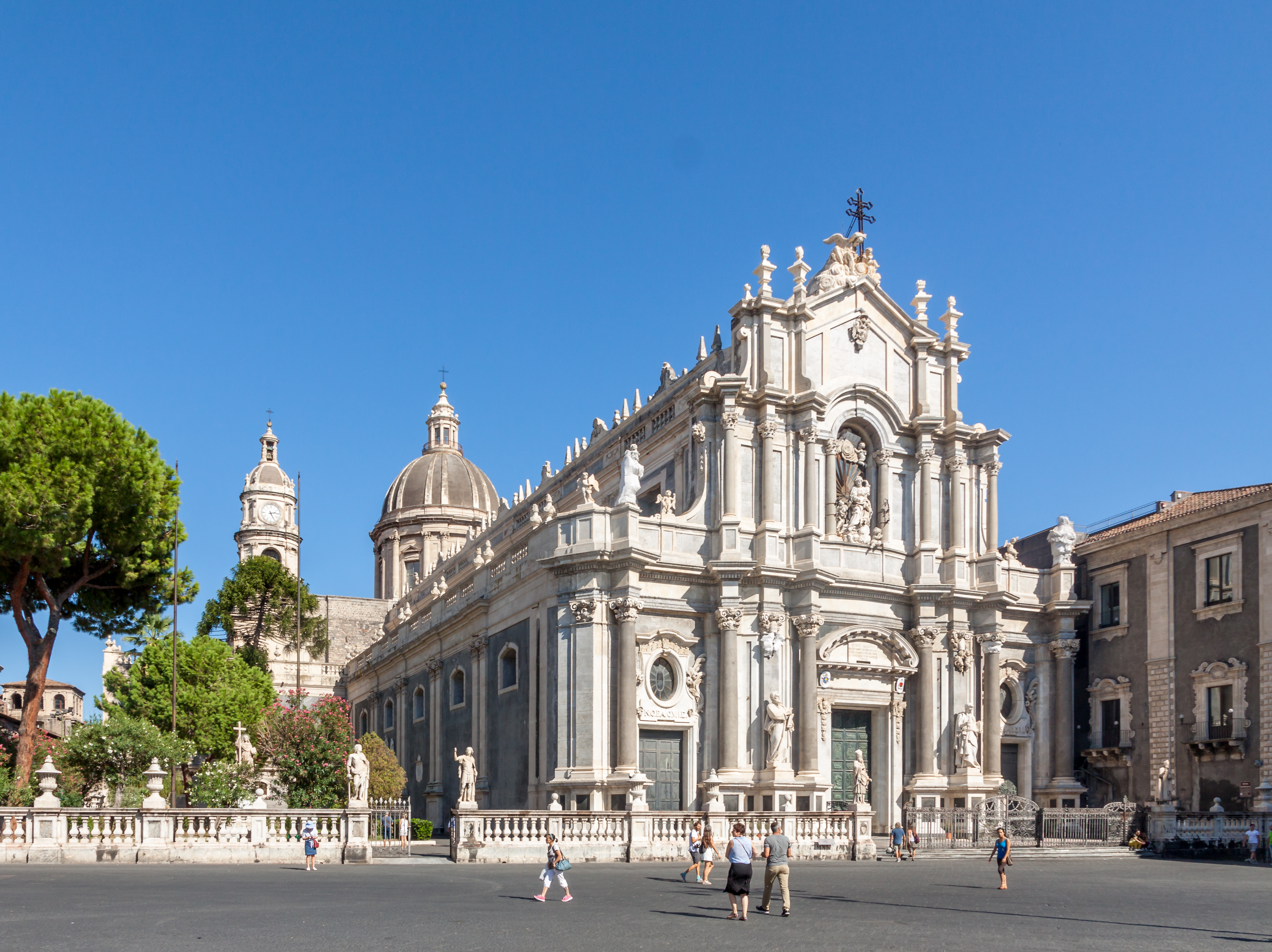
Seitenansicht des Doms

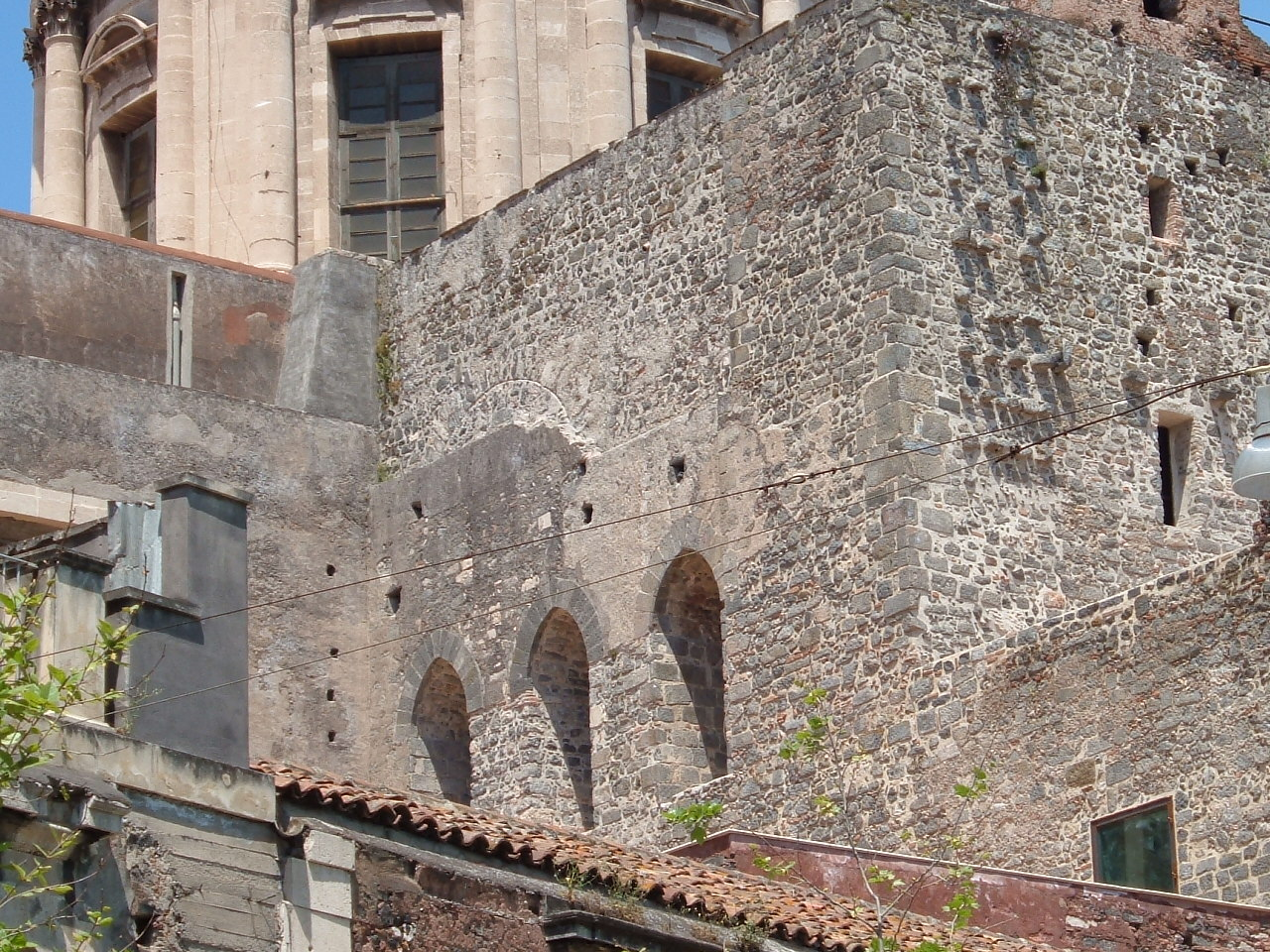
Erhaltener Teil des normannischen Kirchbaus (11. Jahrhundert)

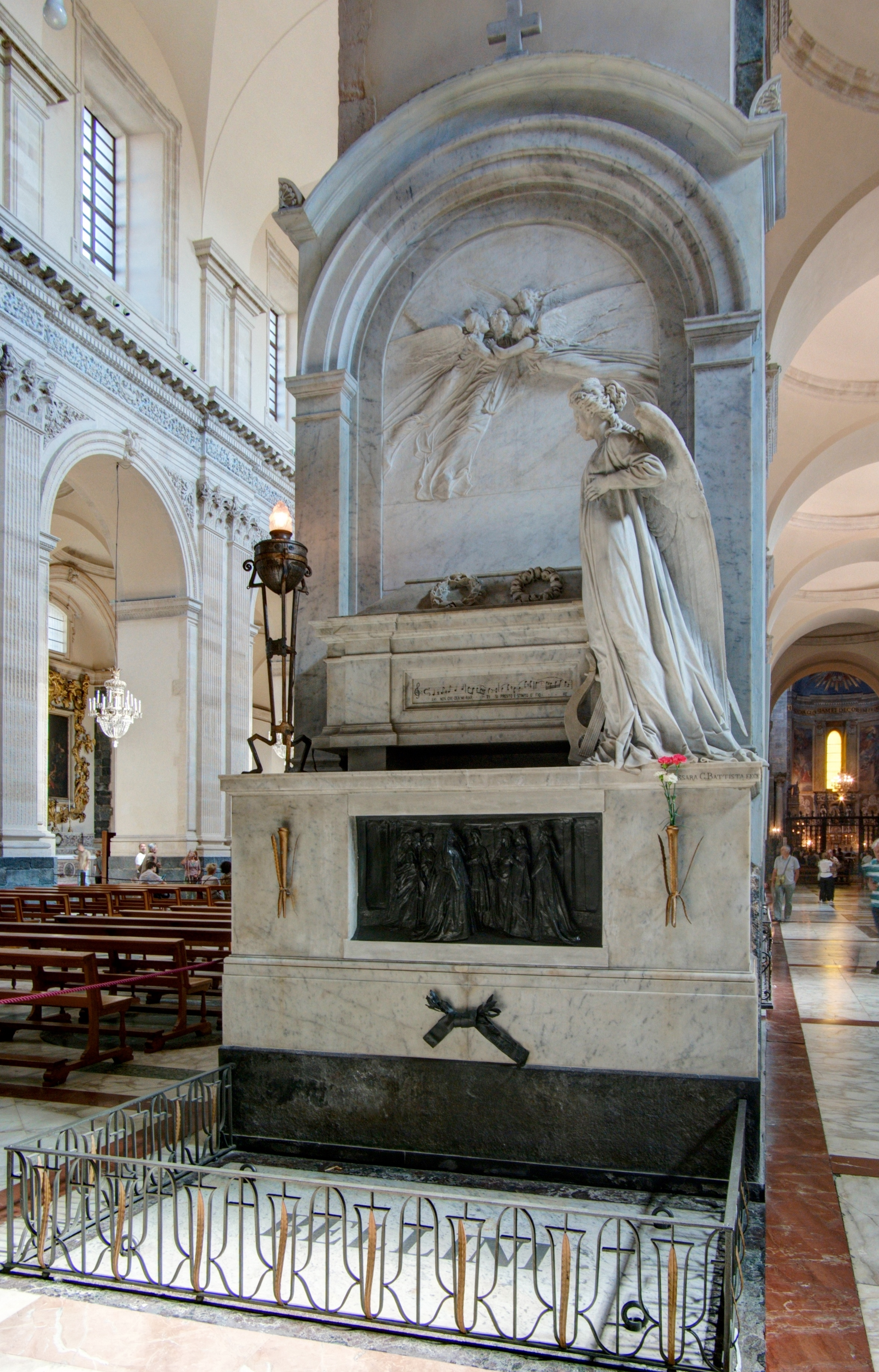
Grabmal Bellinis

Die Kathedrale Sant’Agata in Catania ist die Kathedrale des Erzbistums Catania, einer zur Kirchenregion Sizilien gehörenden Diözese der römisch-katholischen Kirche. Die Kathedrale liegt an der Ostseite der Piazza Duomo und ist der heiligen Agatha geweiht, der Schutzpatronin Catanias.

## Geschichte
Die ursprüngliche Kirche wurde im späten 11. Jahrhundert über den römischen „Thermen des Achill“ errichtet. Ansgerius, der Gründungsbischof des lateinischen Bistums Catania wurde 1091 als Abt berufen und 1092 zum Bischof erhoben. Sie hatte die Form einer Wehrkirche mit einem Langhaus und vier Ecktürmen. Durch Erdbeben und Eruptionen des Ätna wurde das Gotteshaus mehrmals teilweise zerstört und wiederaufgebaut. Das heutige Gebäude ist ein Werk des Architekten Girolamo Palazzotto, der die von dem Erdbeben von 1693 zerstörte Kathedrale ab 1709 unter Einbeziehung des erhalten gebliebenen Ostteils der normannischen Basilika (Querschiff, Apsiden) im Barockstil wiederaufbaute.

## Das Äußere
Das Kirchengebäude ist ein Längsbau mit Querschiff und dreifacher Apsis. Die Apsiden wurden bei Restaurierungsarbeiten Mitte des 20. Jahrhunderts von ihrem Barockschmuck befreit und zeigen somit die ursprüngliche Bauweise des normannischen Gebäudes. Die barocke Westfassade der Kathedrale stammt von Giovanni Battista Vaccarini.

## Das Innere
Das Kircheninnere ist durch Pfeiler in drei Schiffe unterteilt. In der Mittelapsis steht der Hauptaltar, in der linken Seitenapsis befindet sich die Sakramentskapelle und in der rechten Seitenapsis die Kapelle der heiligen Agatha. Hier werden in einem mit Juwelen geschmückten Schrein aus Silber die Reliquien der heiligen Agatha aufbewahrt.
Am Südende des Querschiffs befindet sich die Muttergotteskapelle mit Sarkophagen von Angehörigen des aragonesischen Königshauses, u. a. der Könige Friedrich II. und Friedrich III.
In der Kathedrale befinden sich auch die Grabmäler des Komponisten Vincenzo Bellini und des Kardinals Giuseppe Benedetto Dusmet. In den Seitenschiffen stehen Intarsienaltäre aus der Mitte des 18. Jahrhunderts.

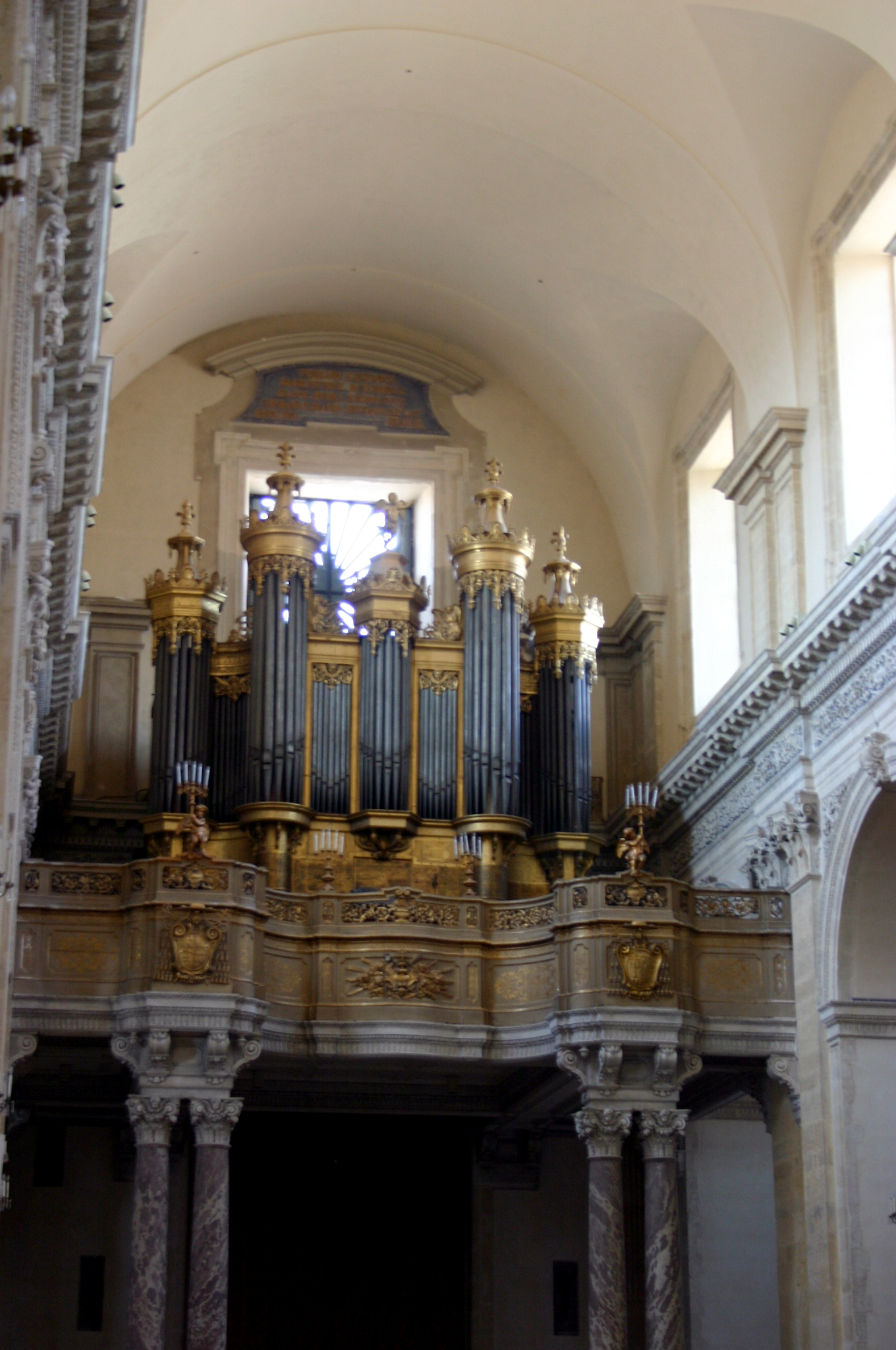
Blick auf die Orgel

Die Orgel auf der Westempore geht zurück auf ein Instrument, welches 1877 von dem französischen Orgelbauer Nicolas Théodore Jaquot erbaut wurde. Die Orgel stand zunächst in der Apsis und wurde 1926 in einem neuen Gehäuse auf der neu errichteten Empore aufgestellt und in diesem Zuge durch die Orgelbauer Laudani e Giudici erweitert. Von 2012 bis 2014 wurde die Orgel durch die Orgelbaufirma Mascioni restauriert. Das Pfeifenmaterial der Orgel von Jaquot befindet sich in dem zentralen Orgelgehäuse; das Pfeifenmaterial der Orgelbauer Laudani e Giudici aus dem Jahre 1926 wurde in den flankierenden Gehäusen. Das Instrument hat 44 Register (3.030 Pfeifen) auf drei Manualwerken und Pedal. Die einzelnen Werke von Jaquot (J) und Laudani e Giudici (LG) sind separat bezeichnet. Die Spiel- und Registertrakturen sind mechanisch.
| I Grand Orgue (J) C–a3 |       |
| Bourdon                | 16′   |
| Flûte                  | 8′    |
| Flûte harmonique       | 8′    |
| Salicional             | 8′    |
| Bourdon                | 8′    |
| Prestant               | 4′    |
| Flûte chemineé         | 4′    |
| Quinte conique         | 2 ⁄3′ |
| Forniture IV-VI        | 2′    |
| Basson-Hautbois        | 8′    |

| I Grand'Organo (LG) C–g3 |       |
| Principale I             | 8′    |
| Principale II            | 8′    |
| Gamba                    | 8′    |
| Ottava                   | 4′    |
| Quintadecima             | 2′    |
| Ripieno IV               | 1 ⁄3′ |
| Tromba                   | 8′    |

| II Récit expressif (J) C–g3 |    |
| Salicional                  | 8′ |
| Unda maris                  | 8′ |
| Bourdon                     | 8′ |
| Flûte octaviante            | 4′ |
| Doublette                   | 2′ |
| Clarinette                  | 8′ |

| II Expressivo (LG) C–g3 |    |
| Principale              | 8′ |
| Quintaton               | 8′ |
| Violino                 | 8′ |
| Principalino            | 4′ |
| Eolina                  | 4′ |
| Concerto Viole          | 8′ |
| Ripieno V               | 2′ |
| Tromba                  | 8′ |
| Voce celeste            | 8′ |
| Tremolo                 |    |

| III Bombarde (J) C–g3 |     |
| Cornet V              | 8′  |
| Bombarde              | 16′ |
| Trompette             | 8′  |
| Clarion               | 4′  |

| Pédale (J) C–f1 |     |
| Flûte           | 16′ |
| Flûte           | 8′  |
| Flûte           | 4′  |
| Gambe           | 8′  |

| Pedale (LG) C–f1 |         |
| Contrabbasso     | 16′     |
| Quinta           | 10 2⁄3′ |
| Principale       | 8′      |
| Ottava           | 4′      |